# Elosztás
A közgazdasági értelemben vett elosztás valamely olyan mechanizmus, amely során a szélesebb értelemben vett újratermeléshez (ebbe a fogyasztás is beletartozik) szükséges erőforrásokat allokáljuk, vagyis hozzárendeljük valakihez vagy valamihez.
Az elosztás alatt tehát különböző módokon, például a piaci mechanizmuson keresztül, adminisztratív úton, erőszakosan vagy akár etikai elvek mentén.
Az, hogy melyik mechanizmus a meghatározó egy adott államban az adott időszak alatt, meghatározza, hogy milyen gazdaságkoordináció valósul meg az országban.